# Wasserhaltung (Bauwesen)
Als Wasserhaltung bezeichnet man im Bauwesen Verfahren, die den Zweck haben, die Baugrube zeitweise oder auch dauerhaft trockenzulegen. Durch die Wasserhaltung soll zum einen das anfallende Niederschlagswasser und zum anderen Wasser, das aus dem Baugrund in die Baugrube eindringt, entweder am Eindringen gehindert oder gesammelt und aus der Baugrube abgeleitet werden.

## Grundlagen
Wenn eine geplante Baugrube unterhalb des Grundwasserspiegels liegt, dann ist damit zu rechnen, dass es beim Ausheben der Baugrube zu grundwasserbedingten Problemen kommen kann. Zumindest füllt sich ohne vorbeugende Maßnahmen die Baugrube mit Wasser. Aus diesem Grund muss im Vorfeld der Baumaßnahme eine Baugrunduntersuchung durchgeführt werden, bei der auch die örtlichen Grundwasserverhältnisse untersucht werden. Hierbei werden mit Hilfe von Analysen der örtlichen geologischen und hydrologischen Verhältnisse die Außen- und Grundwasserstände ermittelt, um daraus die zu treffenden Maßnahmen ableiten zu können. Durch die jeweiligen Maßnahmen muss der Wasserspiegel soweit gesenkt werden, dass die Aushubsohle trocken ist und somit die Fundamentgräben ausgehoben werden können. Die zu treffenden Maßnahmen hängen von der zufließenden Wassermenge ab. Es muss auch geprüft werden, wohin das geförderte Wasser in die Kanalisation abgeleitet werden kann, dabei ist zu prüfen, ob und wie das geförderte Wasser in ausreichend entfernte Grundwasserstockwerke wieder eingespeist werden kann.

## Verfahren
Es können unterschiedliche Verfahren zum Einsatz kommen, mit denen das anfallende Wasser entweder verdrängt wird, abgesenkt wird oder abgesperrt wird und somit von der Baugrube ferngehalten wird. Als Verfahren gibt es die offene Wasserhaltung und die geschlossene Wasserhaltung, sowie Verfahren, mit denen der Zutritt des Wassers durch Sperren verhindert wird. Welches Verfahren angewendet wird, ist wesentlich von zwei Faktoren abhängig: der Zusammensetzung des Bodens und der Höhe des Wasserandrangs.

### Offene Wasserhaltung

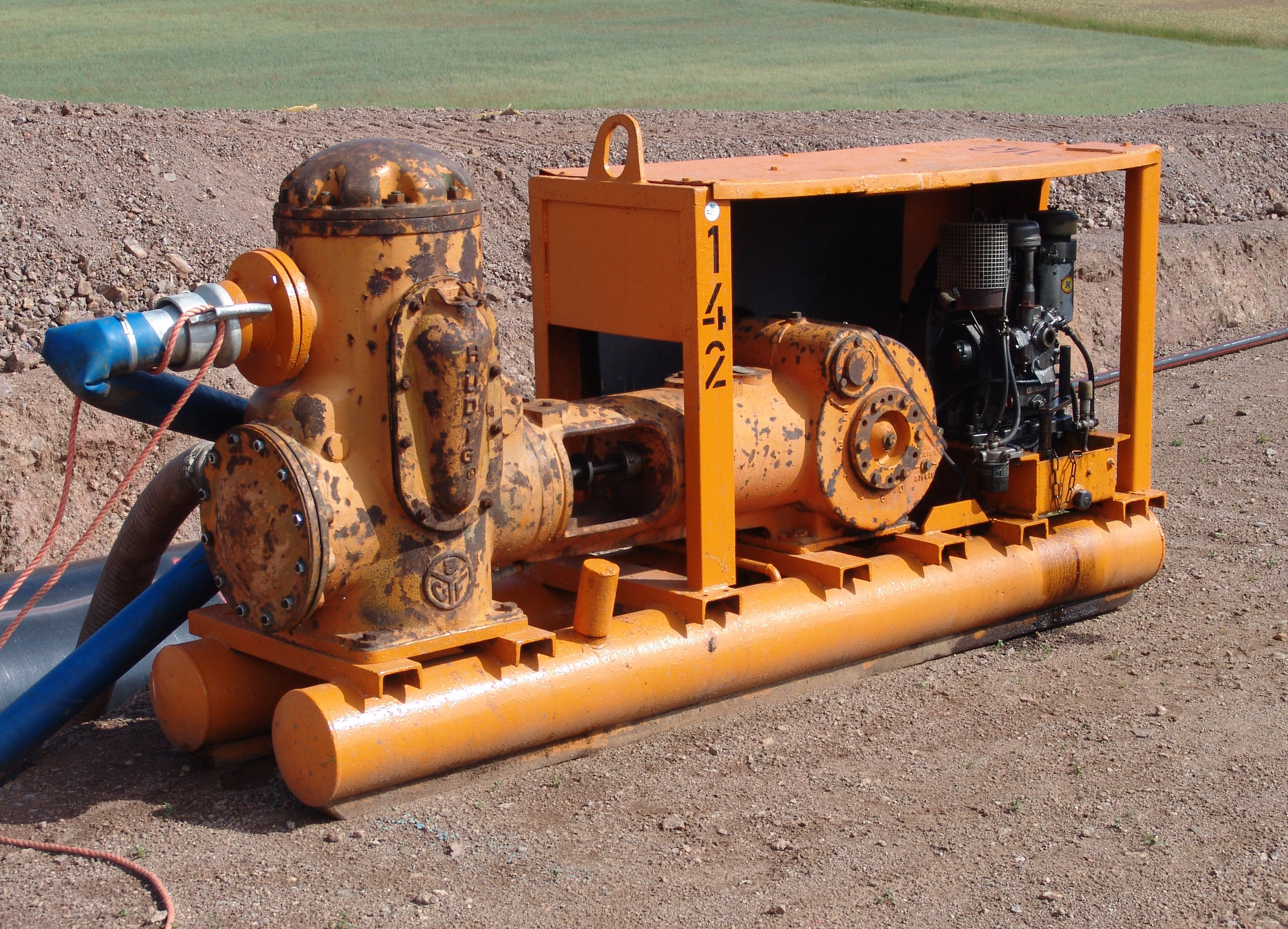
Wasserpumpe mit Dieselmotor

Bei dieser Form der Wasserhaltung müssen während der Aushubarbeiten vorweg tiefer liegende Gräben erstellt werden. Außerhalb des Bauwerksgrundrisses muss in einer Baugrubenerweiterung ein tiefer liegender Pumpensumpf angelegt werden. Anschließend wird das anfallende Oberflächenwasser und Grundwasser in den offenen Gräben oder in Drainage-Gräben innerhalb der Baugrube gesammelt. Von dort fließt es in den Pumpensumpf, von dem es aus der Baugrube abgepumpt wird. Wird die Baugrube tiefergelegt, müssen auch der Pumpensumpf und das Grabensystem tiefergelegt werden. Die verwendeten Pumpen müssen trockenlaufsicher und schmutzunempfindlich sein. Für den Pumpensumpf werden unten geschlossene Schachtringe verwendet. Da bei der Trockenlegung der Baugrube oftmals erhebliche Wassermengen abgepumpt werden, kann es dazu kommen, dass der Grundwasserspiegel sowohl innerhalb der Baugrube als auch, abhängig von der Umschließung der Baugrube, der Grundwasserspiegel im die Baugrube umgebenden Grundwasserleiter abgesenkt wird. Dies ist insbesondere bei größeren Wasserhaltungen zu beachten. Für Baugruben mit großen Durchflussmengen ist die offene Wasserhaltung nicht geeignet.

### Geschlossene Wasserhaltung
Bei dieser Form der Wasserhaltung wird dem Boden das Grundwasser über mehrere rund um die Baugrube verteilte Brunnen entnommen. Für die geschlossene Wasserhaltung können Flachbrunnen, Tiefbrunnen, Wellpointanlagen oder Spülfilteranlagen verwendet werden. Prinzip der geschlossenen Wasserhaltung ist die gezielte Grundwasserabsenkung in dem die Baugrube umgebenden Gelände. Die erforderliche Gesamtpumpmenge lässt sich bei der Grundwasserabsenkung rechnerisch ermitteln und somit die  Größe der Brunnen im Vorfeld bestimmen. Durch das Absenken des Grundwassers kommt es zu einer Erhöhung der effektiven Spannung im Baugrund. Dadurch kann es in den betroffenen Arealen um die Baugrube zu Setzungen kommen, was wiederum zu Schäden an benachbarten Gebäuden, Verkehrsflächen und unterirdischen Leitungen führt. Außerdem können durch die Grundwasserströmungen Kontaminationen mobilisiert werden. Das kontaminierte Wasser darf nicht in die Kanalisation gelangen, sondern muss in Tankwagen gesammelt und entsorgt werden. Zudem kommt es bei Holzgründungen dazu, dass diese durch die Grundwasserabsenkung mit Sauerstoff in Berührung kommen und zu faulen beginnen.

### Absperren
Um den Wasserzutritt in die Baugrube wesentlich einzuschränken oder zu verhindern, gibt es verschiedene Möglichkeiten. Zum einen besteht die Möglichkeit, die Baugrube bis unterhalb der Baugrubensohle mittels Spundwänden zu umschließen und so den Zutritt des Grundwassers zu unterbinden. Dieses Verfahren ist insbesondere bei der offenen Wasserhaltung als unterstützende Maßnahme von Nutzen, da durch diese Maßnahme die abzupumpende Wassermenge reduziert wird. Allerdings muss das aus der Baugrubensohle eindringende Wasser noch mittels in der Baugrube erstellte Brunnen abgepumpt werden. Des Weiteren lassen sich Injektionskörper oder Bodenvereisungen in der Baugrube einbringen. Wird eine Absperrung von unten und von den Seiten erstellt, so nennt man dies Trogbauweise. Besteht die Gefahr, dass von außen Wasser aus einem Gewässer in die Baugrube eindringen kann, so muss um die Baugrube ein Fangdamm errichtet werden, der so konstruiert ist, dass er dem Druck des Wassers und eventuellen Wellenschlag standhält.